# Cham (Německo)
Cham (česky Kouba) /česká výslovnost je: Kám, nikoliv s Ch/ je německé město, sídlo zemského okresu Cham ve vládním obvodu Horní Falc spolkové země Bavorsko.
Žije zde přibližně 18 tisíc obyvatel.
Město se nalézá uprostřed přírodního parku Horní Bavorský les, na řece Regen, poblíž hranice s Českem. Řeka Regen obloukem obtéká chamské staré město, proto se Chamu říká „Stadt am Regenbogen“. Město Cham dostalo své jméno od řeky Chamb (česky též Kouba). Tato řeka pramení v Čechách (Plzeňském kraji) a protéká Všerubskou vrchovinou, která byla odnepaměti migrační i obchodní trasou, do Chamu, kde u městské části Altenstadt ústí do řeky Regen (česky Řezná).

## Historie
V laténském období stávalo na vrchu nad pozdějším městem mocné keltské hradiště.
V raném středověku, od 6. do 8. století tuto oblast zvanou marka Kamma ovládali bavorští vévodové z rodu Agilofingů, získali ji od císaře lénem. Krystalizačním jádrem křesťanského sídla byl klášter benediktinů Chammünster. Vévoda Tassilo III. mu daroval území kolem pozdějšího Řezna. Odtud vyšli mniši, kteří založili klášter sv. Jimrama v Řezně.
Pod latinským názvem Civitas Camma se město písemně připomíná k roku 976, podle hranic bylo později nazývané Česká marka. Správu marky a ochranu kláštera zajišťoval první hrad bavorských vévodů, známý také pod názvem Camma, písemně až k roku 1055. Město mělo již kolem roku 1300 svůj vlastní špitál, během 13. až 14. století bylo opevněno. Dochovaly se městské brány Straubingská a takzvaná Pivní brána. V roce 1322 sem uprchla královna Eliška Přemyslovna, aby byla nablízku své devítileté dceři Markétě, kterou dal její manžel, král Jan Lucemburský násilně odvézt na vychování na dvůr bavorských vévodů do Landshutu.
V tomto exilu se královně 27. března 1323 narodila dvojčata Anna a Eliška, podle Jiřího Spěváčka poslední svědectví náklonnosti a citového vzplanutí krále Jana Lucemburského. Přesné bydliště královny není doloženo, ve městě se z této doby dochovalo několik objektů.
Od roku 1555 do roku 1628 se Cham po augsburském císařském a náboženském míru stal luteránským městem, ke kterému se připojil Ottheinreich z Falcka z rodu Wittelsbachů. Při rekatolizaci se znovu stal římsko-katolickým městem. Během třicetileté války (1618–1648) bylo město pětkrát obsazeno žoldnéřskými vojsky, stejně jako za vlády kurfiřta Maxe II. Emanuela. Poslední povstání proti této okupaci bylo potlačeno 16. ledna 1706. V roce 1742 během války o rakouské dědictví dobyli město panduři pod vedením barona Františka Trencka, město nakonec 9. září 1742 zapálili.
V roce 1861 dosáhlo město železničního spojení, následovaného prosperitou industrializace (obchod se dřevem z Bavorského lesa). Nálet v noci ze 17. na 18. dubna 1945 zabil 28 lidí a více než 70 zranil. V dubnu 1945 byl Cham osvobozen americkou armádou.

## Památky

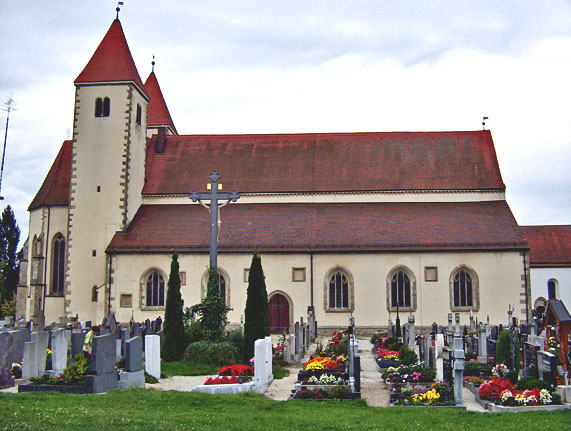
Bývalý klášterní kostel Chammünster

- Kostel Nanebevzetí Panny Marie - trojlodní románsko-gotická bazilika, byla založená jako klášterní kostel benediktinů Chammünster roku 739, první dřevěnou stavbu v roce 910 zničili Maďaři, kamenný románský kostel byl  v gotické době dvakrát přestavěn; u varhan odkryta nástěná gotická malba Panny Marie ochranitelky, gotické sklomalby v oknech z roku 1476 zčásti dochované, na stěnách 130 náhrobků a epitafů; kostel obklopuje  hřbitov, kaple sv. Anny a karner s kostnicí;
- Městský kostel svatého Jakuba
- Radnice (původně gotický dům, přestavěný v renesanci)
- Městský špitál (gotický dům, založený kolem roku 1300) a špitální kostel svatého Ducha
- Kostel Panny Marie Pomocné (Maria Hilf), bývalého kláštera redemptoristů, novorománská dvouvěžová bazilika z roku 1900; varhany na kruchtě  mají 3 manuály a 32 rejstříků, patří k největším, jaké postavila regionální firma Eduarda Hirnschrodta (1962); při kostele sídlí okresní hudební škola a exerciciční dům.
- Zámecká kaple na Kočiči hoře (Katzberg)
- Ruiny hradu Chammeregg
- Dvouvěžová Pivní brána
- Straubingská brána
- Pevnost Kordon, nyní informační středisko

## Politika

### Starostové od roku 1874

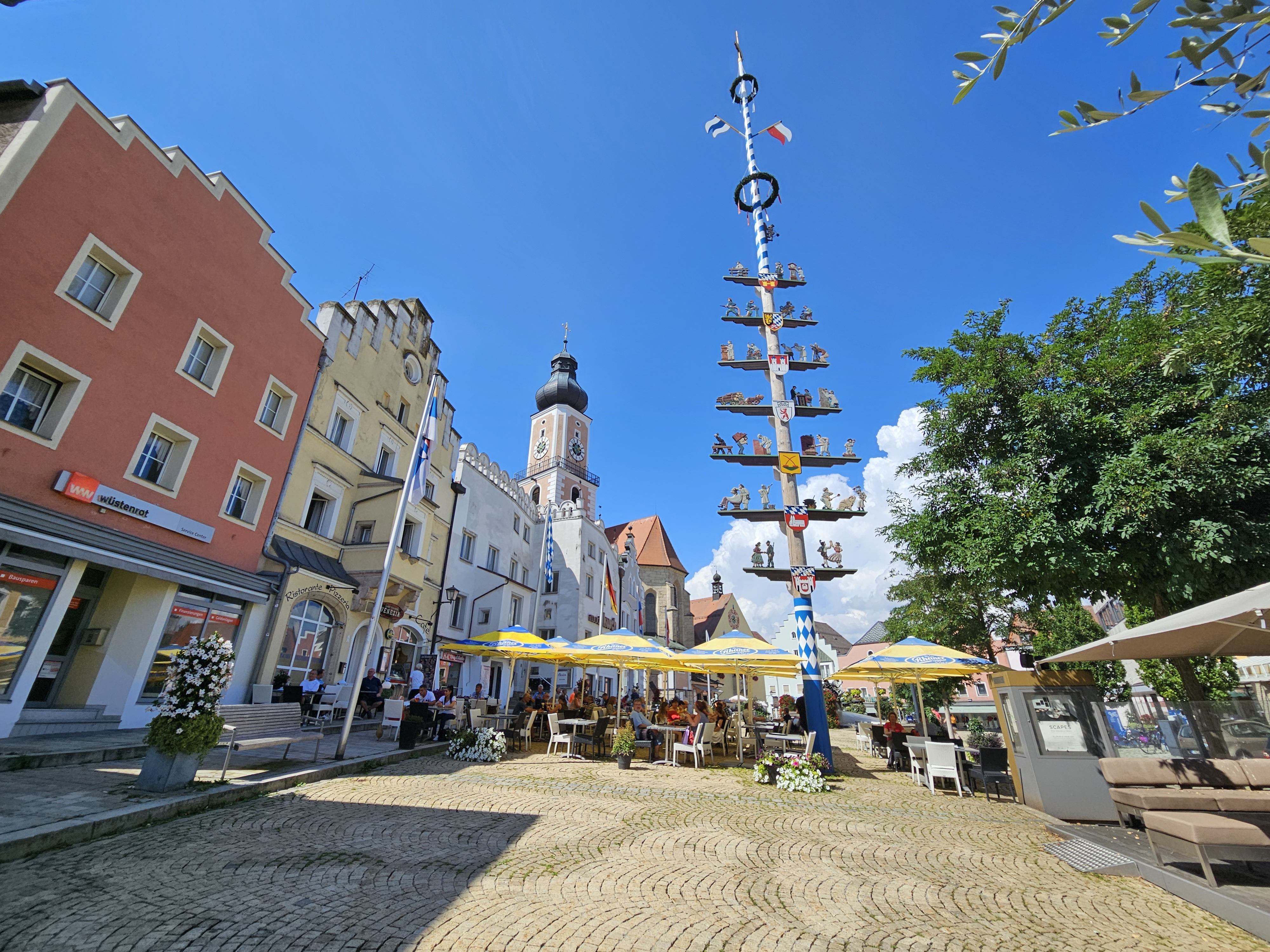
Cham, srpen 2023

| Jméno                       | od                | do                |
| --------------------------- | ----------------- | ----------------- |
| Nikolaus Brantl             | 1. října 1874     | 31. března 1904   |
| Josef Drexel                | 1. dubna 1904     | 31. března 1910   |
| Michael Heilingbrunner      | 1. dubna 1910     | 14. června 1919   |
| Josef Vogl                  | 15. června 1919   | 23. března 1925   |
| Josef Ferstl (zastupující)  | 24. března 1925   | 31. května 1925   |
| Hans Brendel                | 1. června 1925    | 30. duben 1935    |
| Rudolf Brunner              | 1. květen 1935    | 1. květen 1945    |
| Simon Tröger (komisionálně) | 19. květen 1942   | 21. září 1943     |
| Hans Rappert (komisionálně) | 21. září 1943     | 25. duben 1945    |
| Ernst Stockinger            | 25. duben 1945    | 3. červenec 1945  |
| Wolfgang Schmidbauer        | 3. červenec 1945  | 31. březen 1951   |
| Max Winter (zastupující)    | 1. duben 1951     | 15. červenec 1951 |
| Ruprecht Gebhardt           | 16. červenec 1951 | 30. duben 1956    |
| Michael Zimmermann (SPD)    | 1. květen 1956    | 30. duben 1984    |
| Leo Hackenspiel (FW)        | 1. květen 1984    | 30. duben 2008    |
| Karin Bucher (FW)           | 1. květen 2008    | doposud           |

## Slavnosti
- „Natur in der Stadt Cham“ (Příroda ve městě Cham), v roce 2001 se zemskou zahradnickou výstavu.
- Každoroční týdenní setkání tanečníků Square a Round dance.[5], termín: kolem velikonočních svátků

## Osobnosti
- Karl Bosl (1908–1993), německý historik, profesor bavorských a českých dějin na univerzitě v Mnichově

## Partnerská města
- Cham, Švýcarsko
- Klatovy, Česko
- Gainsborough, Spojené království